# Lição de casa

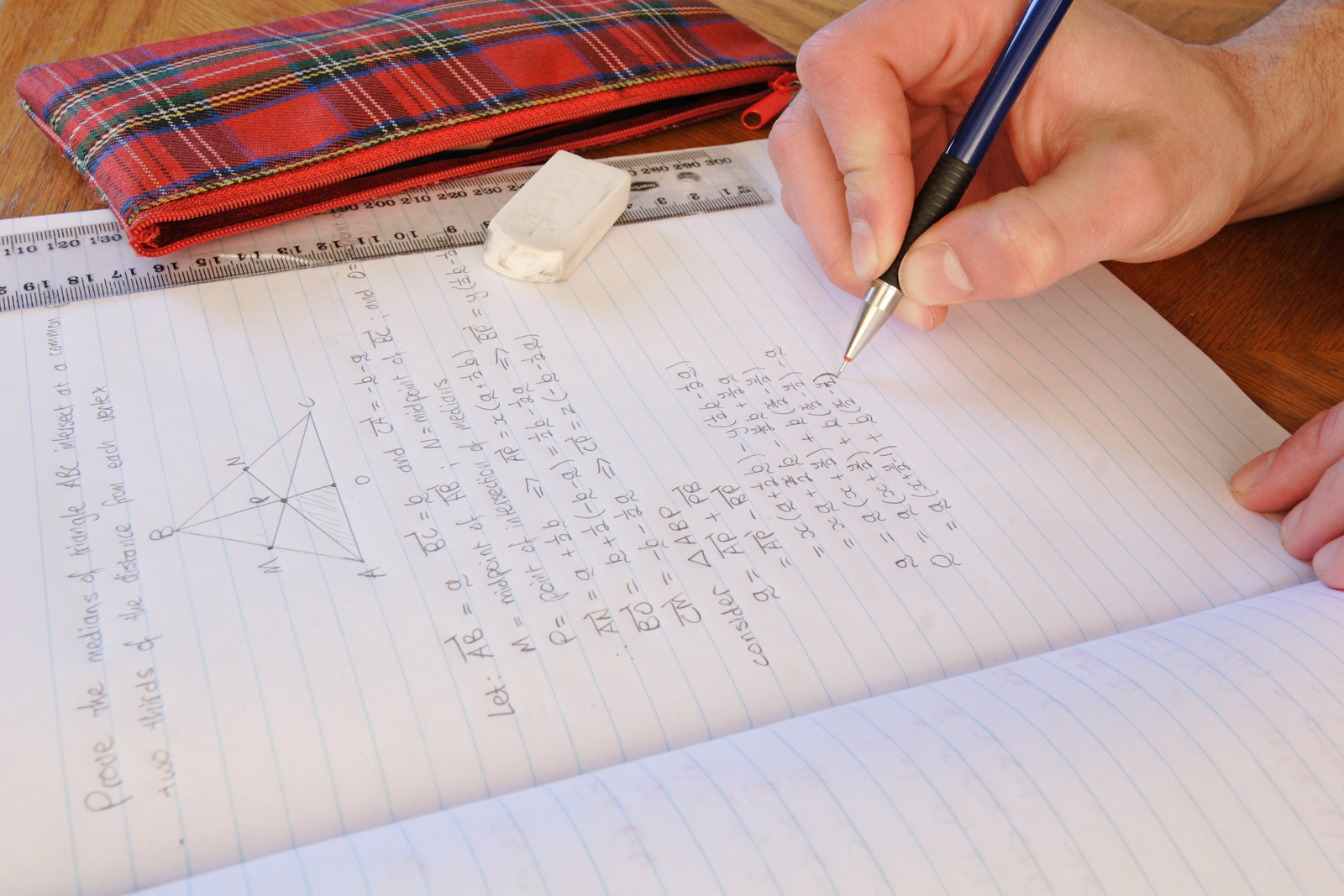
Lição de casa de matemática.

Lição de casaPT-BR, trabalhos de casa, ou TPC (Trabalho Para Casa)PT-PT/EU pode ser definida como um dever dado ao aluno de uma escola para ser feito em sua casa. Possui finalidades pedagógicas, faz as crianças adquirirem as noções de responsabilidade e autonomia e incentiva o hábito de estudo. Alguns autores, no entanto, não consideram a existência de eficácia na aplicação do dever de casa no ensino. Visto que, no início o para casa era visto como uma forma de punição.
Sabe-se que no Brasil existem variadas expressões que remetem à Lição de casa, dependendo da região que você se encontra, você pode chamar de: Para Casa, Dever de casa, Tarefa escolar, e outras. Lima (2013, p.12) traz algumas definições sobre essas palavras como forma de caracterizar essa atividade pedagógica.
A definição de tarefa mostra a questão do prazo determinado para sua realização ou entrega, enquanto que o dever é algo imposto, uma obrigação. Essas duas palavras nos remetem ao caráter de disciplina que tem o dever de casa na perspectiva tradicional, já que as crianças geralmente são punidas (perdem o recreio, os pais são chamados na escola, e etc.), caso deixem de fazer a lição dentro do prazo. Aí está uma das faces do dever de casa, a de disciplinarização física e intelectual, como preparação para a vida, que é recheada de cobranças desta natureza. Já a palavra trabalho é definida como uma atividade com um objetivo. E lição é tanto o conteúdo que o aluno aprende, como o exercício que realiza para apropriar-se dele. Essas últimas são expressões mais ligadas ao processo de aprendizagem, e essenciais no momento da elaboração das atividades (LIMA, 2013, p.12).
A Lição de casa é há anos praticada em nossas escolas e já faz parte da tradição das instituição escolares. Conforme Lima (2013) apud Grinberg (2012) e Carvalho (2004), o Para Casa, no Brasil, é uma prática já institucionalizada nas instituições de ensino está presente no cotidiano escolar desde a colonização, época em que existia a presença das escolas  jesuítas. Através do movimento progressista, a Lição de Casa viveu um momento de crise, que a reduziu à condição de exercício de memorização, repetição, fixação, revisão, e a preparação para testes avaliativos, tudo isso impediu o maior aproveitamento do tempo livre das crianças, colocando em dúvida os seus reais resultados no processo de aprendizagem dos educandos, uma vez que, se tornou uma prática tão comum a ponto de não ser questionada pelos atores envolvidos no processo de escolarização.
Nogueira (2002) no livro intitulado “Tarefa de casa: uma violência consentida?” reflete que muitos estudantes veem a Tarefa de Casa (TC) como castigo imposto, tanto pelos pais, quanto pelos professores, afastando-se da concepção de uma prática que se legitima pela ação dos sujeitos envolvidos, como importante no processo de aprendizagem dos educandos e como um fator de avaliação qualitativa da relação família-escola. 

## História
Foi aplicada pela primeira vez nos Estados Unidos na década de 1930, destinada a aprendizes da zona rural. Com o advento da Internet no século XXI, observa-se um novo momento da construção do conhecimento dada a nova forma de realizar as tarefas escolares, na qual as crianças podem ter acesso mais rapidamente à informação. Todavia, este fato também pode fazê-las apenas copiar e colar a informação para livrar-se do trabalho, criando certa acomodação.
Em 1095, o educador italiano Roberto Nevilis, passou a exigir que seus alunos estudassem também fora da escola, como forma de castigo por indisciplina, com isso, naquela época a lição de casa existia como forma de punição.

## Conselhos
A Lição de Casa pode ser aproveitada em diversos momentos, uma vez que pode é uma oportunidade de propor ao aluno a resolução de problemas a partir dos conhecimentos já adquiridos. Deve-se considerar que essa lição precisa estar relacionada com o conteúdo abordado em sala de aula e deve ser uma modalidade de trabalho complementar à aprendizagem. Quando isso ocorre, o professor se apropria desse  instrumento de apoio, que possibilita o aluno trabalhar ativamente na construção do seu conhecimento. Atualmente, especialistas mostram que existem formas de fazer com que os estudantes tenham mais concentração para os estudos em casa. A disposição dos materiais em cima da mesa em que se vai estudar, o horário e até mesmo a iluminação do local onde a lição de casa será feita são fundamentais para que o jovem tenha êxito nos exercícios sem que ocorram desgastes físicos e psicológicos dos alunos. 

## Ligações Externas
- Lição de casa: quatro etapas fundamentais